# Robert de Montesquiou
Marie Joseph Robert Anatole, Conte de Montesquiou-Fézensac  (n. 19 martie 1855, Paris, Île-de-France, Franța – d. 11 decembrie 1921, Menton, Alpes-Maritimes, Franța) a fost poet simbolist francez, estet, colecționar de artă și dandy. "Poet, homosexual și dandy insolent", el ar fi servit drept model pentru Jean des Esseintes în À rebours (1884) a lui Joris-Karl Huysmans și pentru baronul de Charlus în  În căutarea timpului pierdut (1913–1927) a lui Proust.

## Biografie

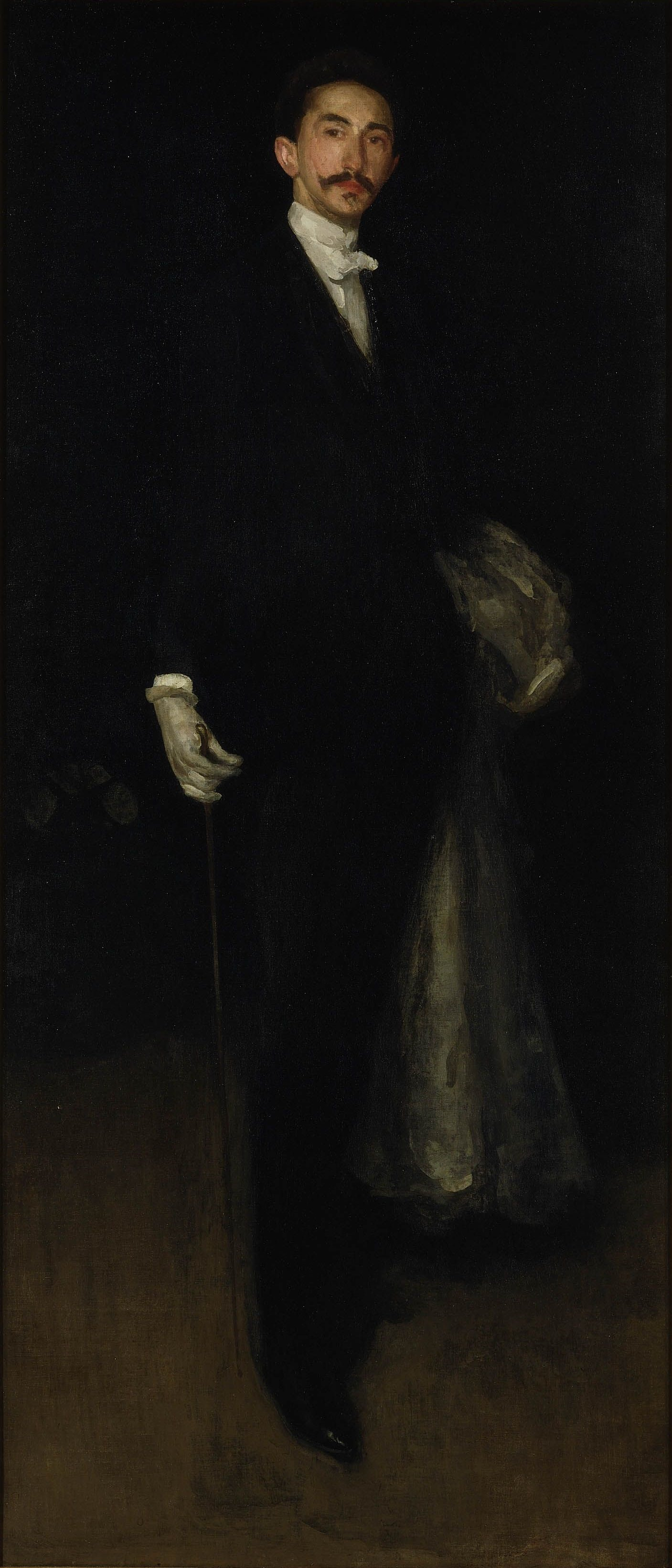
Robert de Montesquiou

de Montesquiou a fost urmașul familiei franceze Montesquiou-Fézensac. Bunicul său patern a fost contele Anatole de Montesquiou-Fezensac (1788-1878), aide-de-camp a lui Napoleon și mare ofițer al Légion d'honneur; tatăl său era al treilea fiu al lui Anatole, Thierry, care s-a căsătorit în 1841 cu Pauline Duroux, o orfană dintr-o  familie burgheză opulentă. Cu zestrea soției sale, Thierry a cumpărat conacul Charnizay, a construit un conac la Paris și a fost ales vicepreședinte al Jockey Club. El a fost un broker de succes care a lăsat o avere substanțială. Robert a fost al patrulea și cel mai mic copil al contelui Thierry. Verișoara lui Robert, Élisabeth, contesă Greffulhe (1860-1952), a fost una dintre  modelele lui Marcel Proust (1871-1922) pentru ducesa de Guermantes. Sora lui mai mare, Elise, s-a căsătorit cu Louis de Cambacérès (văduvul prințesei Bathilde Bonaparte).
de Montesquiou a avut o puternică influență asupra lui Émile Gallé (1846-1904), un artist în sticlă  cu care a colaborat și de la care a comandat lucrări majore.
Unul dintre contemporani ne oferă un portret verbal al lui Montesquiou: "Înalt, cu părul negru, mustață à la Kaiser, el țipa în atitudini ciudate, hilinzându-se cu voce înaltă de soprană, ascunzându-și dinții negri în spatele unei mâini înmănușate - un pozeur absolut. Tendințele homosexuale ale lui Montesquiou au fost evidente, dar de fapt a avut o viață castă. Nu a avut aventuri cu femei, deși în 1876 s-a spus că s-a culcat o dată cu marea actriță Sarah Bernhardt, după care a vomitat timp de 24 de ore. (ea i-a rămas o mare prietenă)".
de Montesquiou a avut relații sociale și colaborări cu multe celebrități ale perioadei Fin de siècle, printre care: Alphonse Daudet (1840–1897), Edmond de Goncourt (1822–1896), Eleonora Duse (1858–1924), Sarah Bernhardt (1844-1923), Gabriele d'Annunzio (1863-1938), Anna de Noailles (1876-1933), Martha Bibescu (1886-1973), Luisa Casati (1881-1957), Maurice Barrès (1862-1923) și Franca Florio. În timp ce Montesquiou a avut multe prietene femei aristocrate, el a preferat compania tinerilor frumoși și sclipitori. În 1885, el începe o relație de lungă durată cu Gabriel Yturri (1864-1905), un tânăr argentinian frumos care devine secretarul, companionul și iubitul său. După ce Yturri moare de diabet, Henri Pinard îl înlocuiește ca secretar în 1908 și în cele din urmă moștenește averea mult diminuată a lui Montesquiou. Montesquiou și Yturri au fost înmormântați unul lângă celălalt la cimitirul des Gonards din Versailles, Franța.